# أوستروف
اوستروف (الروسية: Остров) هي إحدى مدن روسيا في الكيان الفدرالي الروسي بسكوف أوبلاست.